# قرارداد گلدسمید
قرارداد گلداسمیت یا قرارداد گلداسمید، به دو قراردادی است، که توسط فردریک جان گلدسمید طراحی و ناصرالدین شاه قاجار تأیید و تصویب شد. از این دو قرارداد، اولی در سال ۱۲۴۹ خورشیدی صورت گرفت که منجر به جدایی مکران و بلوچستان شد. این سرزمین‌ها از ایران به امپراتوری بریتانیا واگذار شد، که امروزه شامل ایالت‌های بلوچستان و خیبر پختونخوا پاکستان می‌شود، که در طی حمله نادرشاه به هند به ایران اضافه شده بودند. قرارداد دوم در ۱۲۵۱ خورشیدی صورت گرفت، که منجر به جدایی بخش‌هایی از سیستان، و واگذاری آن به افغانستان شد.

## پیش‌زمینه
همزمان با به قدرت رسیدن دودمان قاجار در ایران، مجموعه تحولاتی در اروپا روی داد که منجر به افزایش توجه دولت‌های استعماری به ایران و تشدید رقابت‌های آن‌ها بر سر ایران شد. در اوایل دوران فتحعلی شاه، ایران به‌طور ناخواسته درگیر کشمکش‌های سه دولت فرانسه، روسیه و امپراتوری بریتانیا شد و این در حالی بود که آگاهی، امکانات و توان لازم را برای برخورد و رویارویی با آن نداشت. در نتیجه مواجهه با این دولت‌ها، زیان‌های بسیاری را به همراه داشت که از جمله آن می‌توان به قراردادهای ننگینی اشاره کرد که طی آن قسمت‌های وسیعی از شمال، شمال شرق، شرق و جنوب شرق کشورمان طی معاهداتی چون گلستان، ترکمانچای، آخال، پاریس و گلداسمیت از ایران جدا شد و به تبع آن مشکلات و مسائل بسیاری را به بار آورد.

## جدایی مناطق شرق ایران

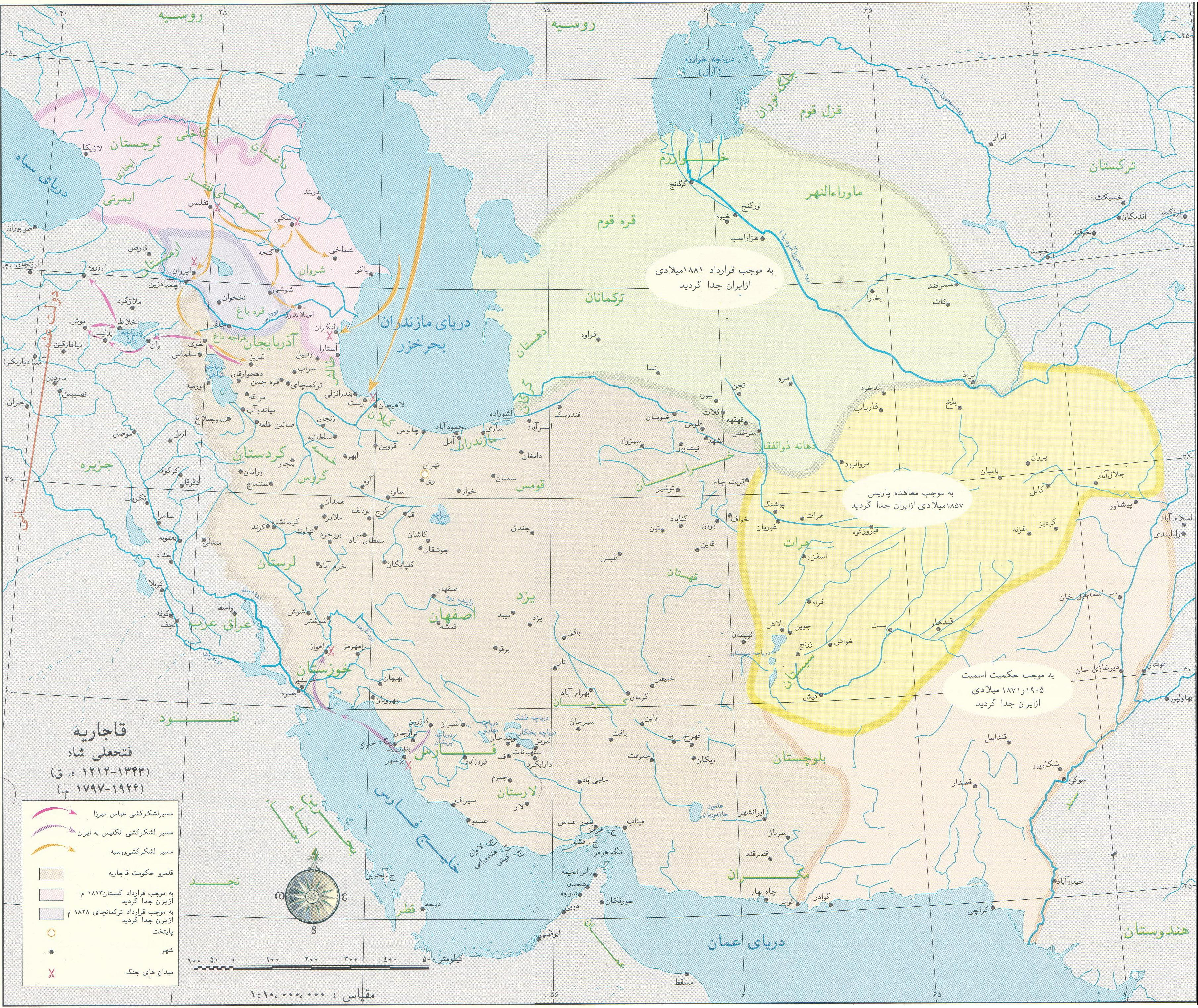
نواحی جداشده از ایران در پی معاهده پاریس و قرارداد گلداسمیت.

با شکست ناپلئون بناپارت از امپراتوری روسیه، بریتانیایی‌ها پس از بیست سال نفس راحتی از جانب حمله احتمالی فرانسه به هندوستان کشیدند و موانع سیاسی خود را در ارتباط با ایران تغییر داده و برای جلوگیری از حمله احتمالی روسیه به هندوستان درصدد برآمدند تا بخش‌هایی از شرق ایران را جدا کنند. هدف آن‌ها از این امر ایجاد منطقه امن و تحت نظارت خودشان در مرزهای هندوستان بود.
امپراتوری بریتانیا برای اجرای این سیاست ابتدا با انعقاد معاهده پاریس در سال ۱۲۳۵ خورشیدی، افغانستان را از ایران جدا کردند و سپس در سال ۱۲۴۹ خورشیدی طی کمیسیونی با شرکت نمایندگان دولت ایران، استان کلات و گلداسمیت، گلداسمیت را مأمور مرزبندی سرحدات بلوچستان کرد. گلداسمیت مرزهای بین دو کشور را از خلیج گواتر تا کوهک مشخص کرده و نقشه آن را به تصویب ناصرالدین‌شاه رساند که قسمتی از مرزهای امروزی ایران و پاکستان را تشکیل می‌دهد.
ناصرالدین شاه برای جلوگیری از مزاحمت‌های افغانستان در این منطقه مکرر از دولت امپراتوری بریتانیا تقاضا می‌کرد تا براساس معاهده پاریس و فصل ششم آن که؛ «دولت ایران در صورت اختلاف میان ایران و افغانستان، میانجیگری امپراتوری بریتانیا را بپذیرد» میانجیگری کند. اما دولت امپراتوری بریتانیا جواب می‌داد که سیستان را جزئی از خاک ایران نمی‌داند و بنابراین نمی‌تواند در این موضوع مداخله کند.
پس از آن‌که تکلیف مرزهای بلوچستان تعیین شد، دولت امپراتوری بریتانیا اعلام کرد که حاضر به قبول میانجی‌گری در مورد سیستان است و گلداسمیت به عنوان میانجی تعیین شد. به موجب نظری که گلداسمیت در سال ۱۲۵۰ خورشیدی داد، سیستان به دو قسمت، اصلی و خارجی تقسیم شد، سیستان اصلی از نیزار واقع در شمال آن ایالت تا ملک سیاه کوه یعنی ناحیه‌ای که در غرب رود هیرمند قرار دارد به ایران واگذار شد و سیستان خارجی یعنی ناحیه‌ای که در شرق هیرمند واقع است به افغانستان داده شد.
پس از خاتمه کار کمیسیون میانجیگری، دولت ایران نیروهایش را در کوهک مستقر کرد، زیرا پیشتر گلداسمیت مرزهای شرقی ایران را از خلیج گواتر تا کوهک و سپس از ملک سیاه کوه تا شمال سیستان تعیین کرد و بین این دو ناحیه بیابان به طول پانصد کیلومتر در جنوب سیستان، و نیز بیابان دیگر به نام دشت هشتادان وجود داشت که مورد اختلاف بود. این اقدام ایران مورد اعتراض امپراتوری بریتانیا قرار گرفت و اختلاف بین دو کشور بر سر کوهک و دشت هشتادان حدود بیست سال ادامه داشت تا این‌که در سال ۱۲۶۷ خورشیدی با کمک هنری دراموند ولف، وزیر مختار امپراتوری بریتانیا (سفیر) در تهران دولت امپراتوری بریتانیا با تشکیل کمیسیون میانجیگری دیگری موافقت کرد. این کمیسیون تحت ریاست ژنرال مک نیل امپراتوری بریتانیای تشکیل شد و طی آن طرحی که در سال ۱۲۶۹ خورشیدی مرز ایران و افغانستان را معین می‌کرد، با نصب ۳۹ علامت مرزی علامت‌گذاری شد و مثلثی به زیان ایران تشکیل داد که بخشی از جلگه هشتادان را برخلاف حقانیت و عدالت متعلق به افغانستان اعلام کرد.

## اثرات
در پی این قرارداد نه تنها قسمت‌هایی از سرزمین تاریخی سیستان از ایران جدا شد بلکه در بحث حق‌آبه هیرمند و سهم ایران از این رود بی‌عدالتی‌هایی صورت گرفت و منطقه سیستان را که روزگاری جزء انبار غله ایران به حساب می‌آمد به منطقه‌ای خشک تبدیل کرد.
دولت‌های حاکم در افغانستان (همچون طالبان و جمهوری اسلامی) در ۵۰ سال اخیر با یاری شرکت‌های روسی و چینی سدها و کانال‌هایی را بدون توجه به معاهدات بین طرفین روی رود هیرمند و شاخه‌های آن ساخته که می‌توان گفت حتی زیست‌بوم سیستان را دگرگون کرده‌اند. بطوریکه در ۵۰ سال اخیر ۵ تا ۶ خشکسالی شدید بر سیستان وارد شده که سخت‌ترین آنها در سال‌های ۱۳۶۹ تا ۱۳۷۰ و ۱۳۷۹ تا ۱۳۸۰ بوده‌اند. در این سال‌ها دریاچه هامون خشکیده و زیست و مراتع پیرامون با خطر جدی روبرو شده‌است. پیامد این خشکسالی‌ها مهاجرت و ترک خانه و کاهش شمار زیادی از جمعیت منطقه پس از انقلاب ۵۷ بوده‌است.